# Charles de Croisset
Charles Wiener dit Charles de Croisset, né le 28 septembre 1943 à New York, est un homme d'affaires français, administrateur français d'entreprises cotées au CAC 40.

## Biographie

### Jeunesse et études
Son père, Philippe Wiener dit Philippe de Croisset (1911-1965), dirigea le magazine Marie-Claire ; ce dernier était lui-même le fils de l'homme de lettres Franz Wiener, dit Francis de Croisset. Charles de Croisset a étudié à l'Institut d'études politiques de Paris et a été élève de l'École nationale d'administration.

### Parcours professionnel
Il est membre de l’Inspection générale des finances (IGF).
Il est président directeur général du Crédit commercial de France (CCF) de 1993 à 2004.
Depuis mars 2004, il est conseiller international chez Goldman Sachs et vice-président de Goldman Sachs Europe et remplace Jacques Mayoux ancien président-directeur général de la Société générale (1982-1986).
Il est Président de la Fondation du Patrimoine de 2005 à 2017.
Il est membre d'honneur de l'Observatoire du patrimoine religieux (OPR), une association multiconfessionnelle qui œuvre à la préservation et au rayonnement du patrimoine cultuel français.

### Mandats (avril 2009)
- Bouygues
- Renault
- LVMH
- Thales

## Distinction
- Commandeur de la Légion d'honneur

Officier de la Légion d'honneur depuis le 13 mai 2003, il est promu au grade de commandeur de la Légion d'honneur le 14 juillet 2011.

## Œuvres
- Réduire l’impôt, 1985  (ISBN 2-7312-0488-5)
- Dénationalisations, 1986  (ISBN 2-7178-0970-8)